# هولجر ستانيسلوفسكي
هولجر ستانيسلوفسكي (بالألمانية: Holger Stanislawski) (26 سبتمبر 1969 بهامبورغ في ألمانيا -) هو مدرب كرة قدم و‌لاعب كرة قدم ألماني في مركز الدفاع. لعب مع نادي سانت باولي وBarsbütteler SV ‏ وSC Concordia von 1907 ‏.

## وصلات خارجية
- هولجر ستانيسلوفسكي على موقع قاعدة بيانات كرة القدم.إي يو (الإنجليزية)
- هولجر ستانيسلوفسكي على موقع بيانات كرة القدم. دي إي (الألمانية)
- هولجر ستانيسلوفسكي على موقع Soccerway.com (الإنجليزية)
- هولجر ستانيسلوفسكي على موقع عالم كرة القدم.نت (الإنجليزية)